# محمدعلی دهقان
محمدعلی دهقان  سیاست‌مدار ایرانی بود، که در دوره نوزدهم  مجلس شورای ملی بعنوان نماینده شیراز در مجلس شورای ملی حضور داشت.